# شهرستان بلاگووشچنسکی (باشقیرستان)
شهرستان بلاگووشچنسکی (به لاتین: Blagoveshchensky District) یک شهرستان در روسیه است که در باشقیرستان واقع شده‌است.